# Lekang
Fiskebøl est un petit village de la municipalité de Hadsel, sur l'île d'Hadseløya, dans le Comté de Nordland en Norvège.

## Description
Lekang était un centre important au tournant du siècle dernier. Le village se compose de nombreuses petites fermes et maisons. On y trouve l'église Hadsel (Hadsel Church (en), construite en 1924. Le village est approximativement à mi-chemin entre le centre municipal Stokmarknes et Melbu. 